# Solatium
Solatium, pseudonimo di Mauro Buonsollazzi (Napoli, 1859 – Napoli, 19 dicembre 1933), è stato un disegnatore caricaturista italiano.

## Biografia
Nato nel 1859 fu un raffinato caricaturista. Già nel 1886 collabora al "Don Chisciotte" settimanale napoletano fondato da Vincenzo Di Napoli-Vita. Il giornale, di grande formato, ha quattro pagine di cui una interamente riservata ad un suo disegno
Dal 1898, anno della fondazione , collabora come illustratore al giornale "Monsignor Perrelli" diretto da Leonardo Fontana e al suo successo basato su canzoni, umorismo e disegni eccellenti.Nel 1901 pubblica numerose vignette sul "Masto Rafaele".
Morì nel 1933

## Opere
- Melchiorre e Solatium, Album di caricature, SBN NAP0635911.

Tre stampe firmate Solatium anni 1886, 1888, 1894
- Melchiorre e Solatium, Napoli fashionable : album di caricature, Napoli, SBN BA10098400.

24 Tavole numerate, datate 1879 dalla n. 1 alla 16, 1880 dalla n. 17 alla 24, ciascuna con indicazione anno e intitolazione propria
- Cultura Italia, Elenco di 158 opere d'arte, su culturaitalia.it, Napoli, SBN BA10098400.

## Galleria d'immagini

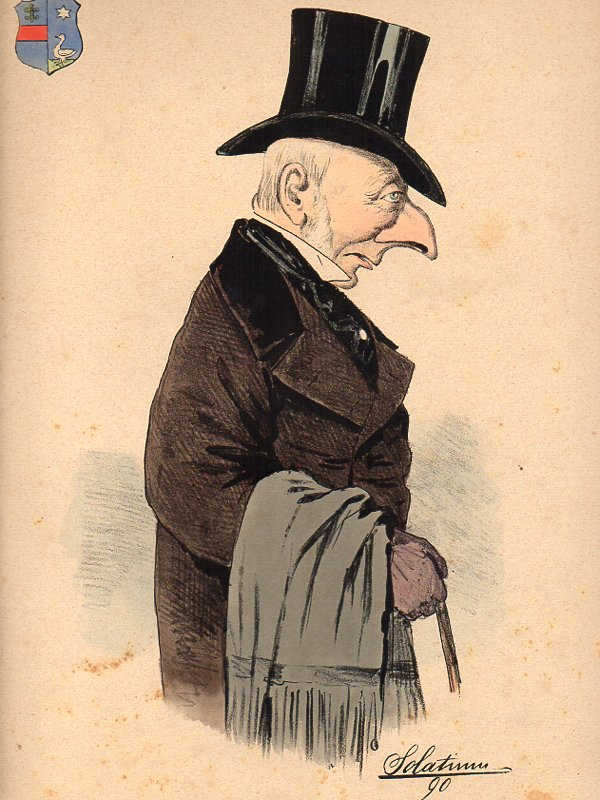
1890 Solatium
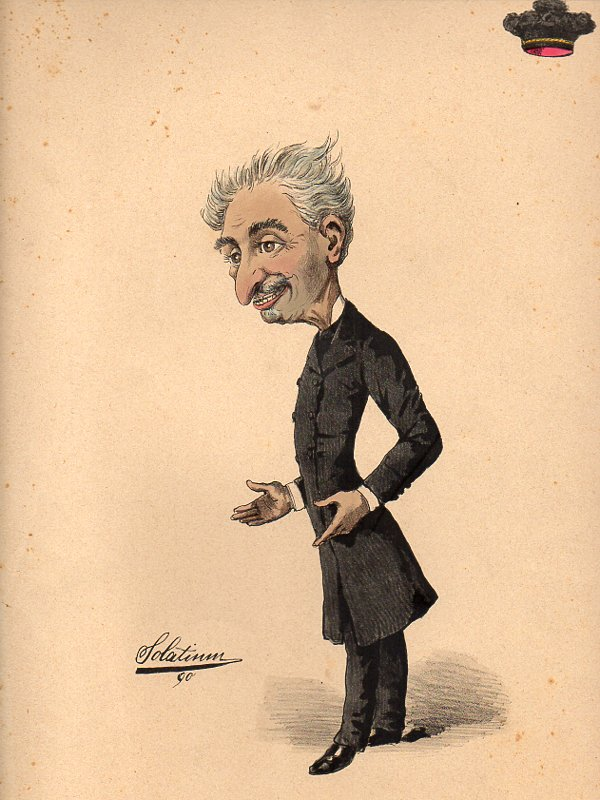
1890 Solatium
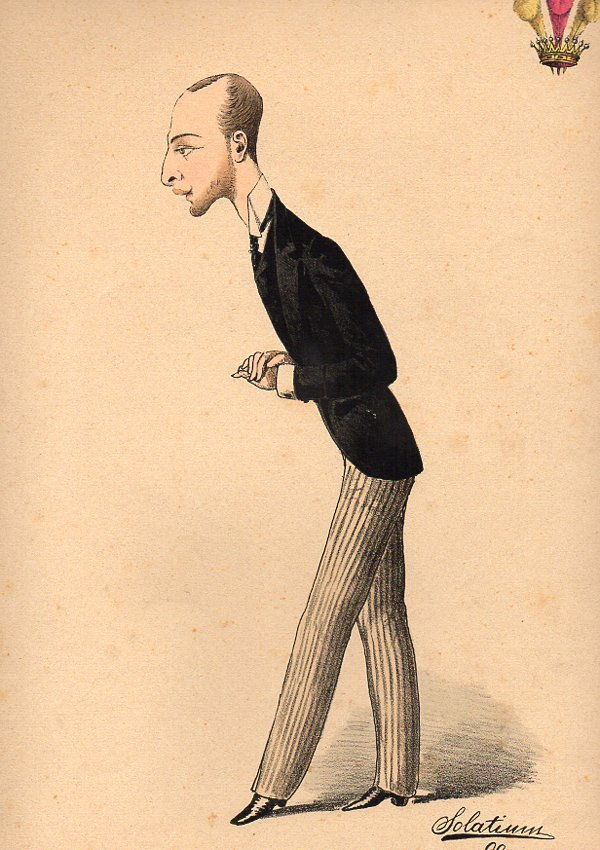
1890 Solatium
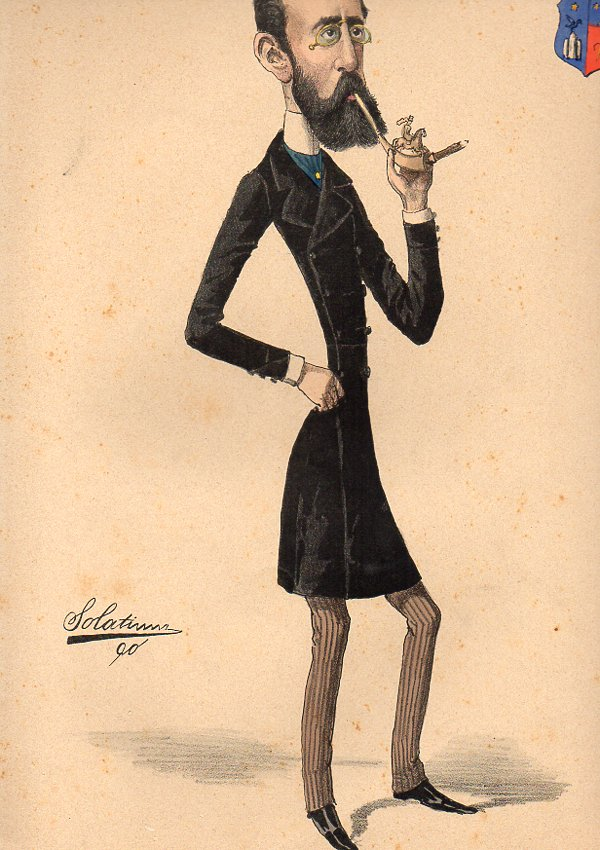
1890 Solatium
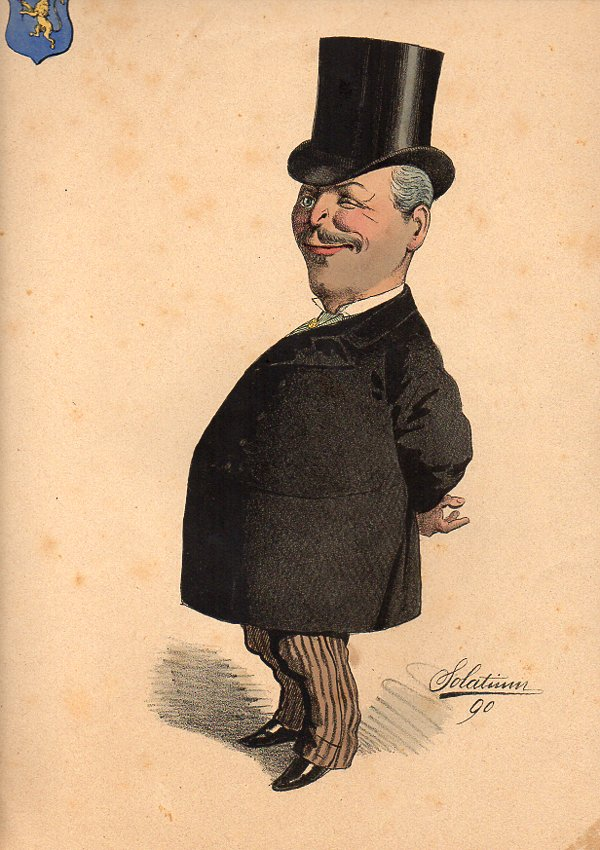
1890 Solatium
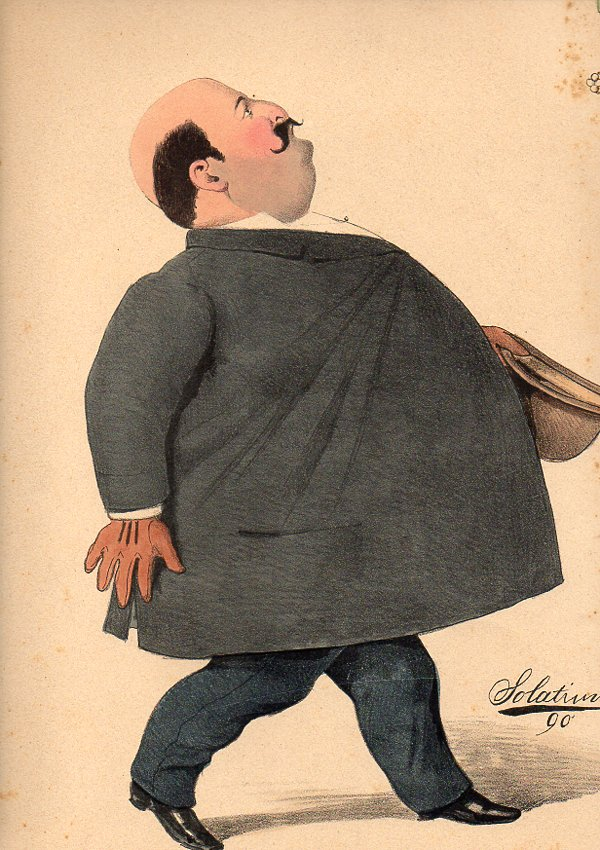
1890 Solatium